# ليزلي جونز
ليزلي جونز (بالإنجليزية: Leslie Jones)‏ (و. القرن 20  م) هي مونتيرة، من الولايات المتحدة الأمريكية، ولدت في الولايات المتحدة الأمريكية.

## وصلات خارجية
- ليزلي جونز على موقع IMDb (الإنجليزية)
- ليزلي جونز على موقع ألو سيني (الفرنسية)
- ليزلي جونز على موقع أول موفي (الإنجليزية)
- ليزلي جونز على موقع قاعدة بيانات الأفلام السويدية (السويدية)
- ليزلي جونز على موقع قاعدة بيانات الفيلم (الإنجليزية)
- ليزلي جونز على موقع كينوبويسك (الروسية)